# Список русских городов дальних и ближних
«Список русских городов дальних и ближних» — принятое в исторической науке название особой статьи-приложения географического характера, помещаемой в русских летописях и рукописных сборниках XV—XVII веков и начинающейся обычно словами «А се имена всем градом рускым далним и ближним».

## Описание

Карта городов Списка по М. Н. Тихомирову (1952)

В «Списке» перечислены названия городов, изредка дополняемые гидронимами, указаниями на наличие каменных стен и т. п.. Всего в нём упомянуто 356 городов. Протограф «Списка» не сохранился. Исходя из дат основания и политической принадлежности тех или иных городов, В. Л. Янин датировал исходные данные «Списка» 1375—1381 годами. А. В. Поппэ отметил, что «Список» содержит названия некоторых мест, не переживших Батыево нашествие. Он допустил, что сохранившиеся варианты «Списка» восходят к тексту первой половины XIII века. Не исключено, впрочем, что и предполагаемая домонгольская версия «Списка» не была первичной. Современные исследователи склонны считать, что «Список» создан в Позднем Средневековье (не позже 1449 года), однако многие приводимые в нём топонимы извлечены из более старых летописных текстов. При этом названия некоторых городов, возникших уже в ордынскую эпоху, по каким-то причинам не вошли в «Список».
Помимо городов собственно Руси, в «Списке» фигурируют многие города Болгарии, Молдавии, Польши и Литвы. Учёные до сих пор не сошлись во мнениях, где, кем и с какой целью мог быть составлен «Список».
В силу уникальности содержащейся в нём сводной информации, «Список» является ценным источником в различных историко-географических исследованиях.

## Города
болгарские
 валашские
 волынские
 залесские
 киевские
 литовские
 подольские
 рязанские
 смоленские
 тверские
| Оригинальное написание | I Новгородская летопись                                    | Новгородская Карамзинская летопись                       | Воскресенская летопись                                     | Софийский сборник 1602 г.      | Город |
| ---------------------- | ---------------------------------------------------------- | -------------------------------------------------------- | ---------------------------------------------------------- | ------------------------------ | --- |
| болгарский             | на Дунаи Видычевъ град о седми стѣнах каменных             | на Дунаи Видыцов о седми стѣнах каменных                 | на Дунаѣ Видицовъ о седми стѣнь каменныхъ                  | на Дунаи Видицевъ              | Видин |
| болгарский             | Мдинъ                                                      | Мдинъ                                                    | Мдинъ                                                      |                                | Видин или Калафат                                                                                        |
| болгарский             | об ону страну Дунаа Терновъ                                | об ону страну Дуная Тернов                               | объ ону страну Дуная Тръновъ                               |                                | Велико-Тырново                                                                                           |
| болгарский             | по Дунаю Дрествинъ                                         | по Дунаю Дрестин                                         | по Дунаю Дрествинъ                                         |                                | Силистра                                                                                                 |
| болгарский             | Дичинъ                                                     | Дичин                                                    | Дичинъ                                                     |                                | Мэчин или Вичина (Исакча)                                                                                |
| болгарский             | Килиа                                                      | Килиа                                                    | Киліа                                                      |                                | Килия-Веке                                                                                               |
| болгарский             | на усть Дунаа Новое село                                   | на усть Дуная Новое село                                 | на устьѣ Дуная Новое Село                                  |                                | Килия |
| болгарский             | Аколякра                                                   | Аколякра                                                 | Аколятря                                                   |                                | Калиакра                                                                                                 |
| болгарский             | на морѣ Карна                                              | на мори Карна                                            | на морѣ Карна                                              |                                | Кранево или Варна                                                                                        |
| болгарский             | Каварна                                                    | Каварна                                                  | Каварна                                                    |                                | Каварна                                                                                                  |
| валашский              | на сеи сторонѣ Дунаа, на усть Днѣстра над моремъ Бѣлъгород | на сеи сторонѣ Дуная, на усть Днепра над моремъ Бѣлъград | на сей странѣ Дуная на усть Днѣстра надъ моремъ Бѣлъгородъ |                                | Белгород-Днестровский                                                                                    |
| валашский              | Чернъ                                                      | Чернъ                                                    | Чернъ                                                      |                                | Ленковецкое городище, Алчедарское городище, Овидиополь или Калаглия                                      |
| валашский              | Ясьскыи торгъ на Прутѣ рѣцѣ                                | Ясъскыи торгъ на Прутѣ рѣцѣ                              | Аскый Торгъ на на Прутѣ рѣцѣ                               |                                | Яссы |
| валашский              | Романовъ торгъ на Молдовѣ                                  | Романов торгъ на Молдовѣ                                 | Романовъ Торгъ на Молдовѣ                                  |                                | Роман |
| валашский              | Нѣмѣчь в горахъ                                            | Немецъ в горах                                           | Немечь въ горахъ                                           |                                | Тыргу-Нямц                                                                                               |
| валашский              | Корочюновъ каменъ                                          | Корочюнов каменъ                                         | Корочюновъ Камень                                          |                                | Пьятра-Нямц или Крэчун                                                                                   |
| валашский              | Сочява                                                     | Сочава                                                   | Сочава                                                     |                                | Сучава                                                                                                   |
| валашский              | Серетъ                                                     | Серет                                                    | Сереть                                                     |                                | Сирет |
| валашский              | Баня                                                       | Хана                                                     | Баня                                                       |                                | Байя |
| валашский              | Чечюнь                                                     | Чечюнь                                                   | Нечюнъ                                                     |                                | Чечунь                                                                                                   |
| валашский              | Коломыя                                                    | Коломыа                                                  | Коломыя                                                    |                                | Коломыя                                                                                                  |
| валашский              | Городокъ на Черемошѣ                                       | Городок на Черемоши                                      | Городокъ на Черемошѣ                                       |                                | Хмелёв, Вижница или Карапчов                                                                             |
| валашский              | Хотѣнь на Днѣстрѣ                                          | на Днестрѣ Хотѣн                                         | на Днѣстрѣ Хотѣнъ                                          | на Днѣстрѣ Хотѣнъ              | Хотин |
| подольский             | Каменець                                                   | Каменець                                                 | Камень                                                     |                                | Каменец-Подольский                                                                                       |
| подольский             | Иловечь                                                    | Иловецъ                                                  | Иловечь                                                    |                                | Язловец                                                                                                  |
| подольский             | Браслаль                                                   | Враслаль                                                 | Бряславль                                                  |                                | Браслав или Брацлав                                                                                      |
| подольский             | Соколечь                                                   | Соколецъ                                                 | Соколець                                                   |                                | Соколец на Южном Буге или Соколец на Ушице                                                               |
| подольский             | Звенигород                                                 | Звенигород                                               | Звенигородъ                                                |                                | Звенигородка или Дзвенигород                                                                             |
| подольский             | Черкасы                                                    | Черкасы                                                  | Черкасы                                                    | Черкасы                        | Черкассы                                                                                                 |
| подольский             | Черленъ                                                    | Черлен                                                   | Черненъ                                                    | Черлен                         | Черленово близ Збаража, Червен, Червоноград или Селище                                                   |
| подольский             | Новыи городок                                              | Новыи городокъ                                           | Новый городокъ                                             |                                | Винница, Верховка или Новое Мисто                                                                        |
| подольский             | Вѣничя                                                     | Вѣница                                                   | Венича                                                     |                                | Винница                                                                                                  |
| подольский             | Скала                                                      | Скала                                                    | Скала                                                      |                                | Скала-Подольская                                                                                         |
| подольский             | Бакота                                                     | Бакста                                                   | Бакота                                                     |                                | Бакота                                                                                                   |
| киевский               | Дверенъ на Рши                                             | Древян на Рши                                            | Дверенъ на Рши                                             |                                | Дверен                                                                                                   |
| киевский               | Корсунь                                                    | Корсунь                                                  | Корсунь                                                    |                                | Корсунь-Шевченковский                                                                                    |
| киевский               | Треполь на Днепрѣ                                          | Треполь на Днепрѣ                                        | Треполь на Днѣпрѣ                                          |                                | Триполье                                                                                                 |
| киевский               | Каневъ                                                     | Канев                                                    | Каневъ                                                     |                                | Канев |
| киевский               | Глинескъ                                                   | Глинеск                                                  | Глинескъ                                                   |                                | Глинск                                                                                                   |
| киевский               | Переяславль Русскыи                                        | Переяславль Рускыи                                       | Переславль Русскый                                         |                                | Переяслав                                                                                                |
| киевский               | Юрьевъ                                                     | Юрьев                                                    | Юрьевъ                                                     |                                | Юрьев |
| киевский               | Пересѣченъ                                                 | Пересѣчень                                               | Пересѣченъ                                                 |                                | Пересечен                                                                                                |
| киевский               | Василевъ на Стугнѣ                                         | Василев на Стугнѣ                                        | на Стугнѣ Василевъ                                         | Василев на Стугнѣ              | Васильков                                                                                                |
| киевский               | Бѣлъгород на Рпенѣ                                         | Бѣлъгород на Рпенѣ                                       | Бѣлъгородокъ на Днѣпрѣ                                     | Белгородок на Рпѣнѣ            | Белгород Киевский                                                                                        |
| киевский               | Чернъгород                                                 | Чернъгород                                               | Черньгородъ                                                | Чернъ городок                  | Чернев                                                                                                   |
| киевский               | Киевъ деревянъ на Днепрѣ                                   | Киев древянъ на Днепрѣ                                   | Кіевъ древянъ, на Днепрѣ                                   |                                | Киев |
| киевский               | Вышегород                                                  | Вышегород                                                | Вышегородъ                                                 | Вышегород                      | Вышгород                                                                                                 |
| киевский               | Милославици                                                | Милославицы                                              | Мирославиць                                                | Мирославци                     | Вигуровщина                                                                                              |
| киевский               | Тмуторокань                                                | Тмуторокань                                              | Тмутораканъ                                                |                                | Тмутаракань                                                                                              |
| киевский               | Острѣчьскыи                                                | Остречьскыи                                              | Остреческый                                                |                                | Остёр |
| киевский               | на Деснѣ Черниговъ                                         | на Деснѣ Чернигов                                        | на Деснѣ Чръниговъ                                         | Черничов                       | Чернигов                                                                                                 |
| киевский               | Омѣлники                                                   | Омелникыи                                                | Омелникы                                                   | Омѣлник                        | Омельник или Манжелия                                                                                    |
| киевский               | Сновескъ                                                   | Сновеск                                                  | Сновескъ                                                   |                                | Сновск                                                                                                   |
| киевский               | Брянескъ                                                   | Брянескъ                                                 | Брянческъ                                                  |                                | Брянск                                                                                                   |
| киевский               | Ростовець                                                  | Растовець                                                | Рястовечь                                                  |                                | Ростовец                                                                                                 |
| киевский               | Унеятинъ                                                   | Унеятин                                                  | Унеятинъ                                                   |                                | Ягнятин                                                                                                  |
| киевский               | Новгород Сѣверьскыи                                        | Новгород Сѣверскыи                                       | Новъгородъ Сѣверьскый                                      |                                | Новгород-Северский                                                                                       |
| киевский               | Трубческъ                                                  | Трубческъ                                                | Трубьческъ                                                 |                                | Трубчевск                                                                                                |
| киевский               | Путивль на Сѣми                                            | Путивль на Семи                                          | Путивль на Семѣ                                            |                                | Путивль                                                                                                  |
| киевский               | Рылескъ                                                    | Рылескъ                                                  | Рылескъ                                                    |                                | Рыльск                                                                                                   |
| киевский               | Курескъ на Тускорѣ                                         | Турескъ на Тускорѣ                                       | Курескъ на Тускорѣ                                         |                                | Курск |
| киевский               | Коршовъ на Соснѣ                                           | Кршов на Соснѣ                                           | Коршевъ на Соснѣ                                           |                                | Коршев                                                                                                   |
| киевский               | на Сулѣ Снепород                                           | на Сулѣ Снепород                                         | на Сулѣ Снегородъ                                          | на Сулѣ Снепород               | Снепород                                                                                                 |
| киевский               | Съкнятин                                                   | Съкнянин                                                 | Сокнятинъ                                                  | Скнятин                        | Снитин                                                                                                   |
| киевский               | Грошинъ                                                    | Грошин                                                   | Грошинъ                                                    | Грошин                         | Горошин                                                                                                  |
| киевский               | Чемесовъ                                                   | Чемесов                                                  | Чемосовъ                                                   | Чемесов                        | Гельмязов                                                                                                |
| киевский               | Утѣшковъ                                                   | Утѣшков                                                  | Утѣшковъ                                                   |                                | Утешков                                                                                                  |
| киевский               | Синеч                                                      | Синець                                                   | Синець                                                     |                                | Сенча |
| киевский               | Кляпечь                                                    | Кляпець                                                  | Кляпецъ                                                    |                                | близ устья Ромна или Клепачи                                                                             |
| киевский               | Роменъ                                                     | Ромень                                                   | Роменъ                                                     |                                | Ромны |
| киевский               | Ковыла                                                     | Ковыла                                                   | Ковыла                                                     | Ковыла                         | |
| киевский               | Ворона                                                     | Ворона                                                   | Вороно                                                     | Ворона                         | Новые Санжары                                                                                            |
| киевский               | Салъ                                                       | Салъ                                                     | Салъ                                                       |                                | |
| киевский               | Песьи кости                                                | Песьи кости                                              | Песьи Кости                                                |                                | близ устья Орели                                                                                         |
| киевский               | Хотѣнь на Пьслѣ                                            | Хотѣнь на Пьслѣ                                          | Хотѣнъ на Пьслѣ                                            |                                | Хотень или Гадяч                                                                                         |
| киевский               | Ничян                                                      | Ничан                                                    | Ничанъ                                                     |                                | Ницаха                                                                                                   |
| киевский               | Городище                                                   | Городище                                                 | Городище                                                   | Городищо                       | Ворожба или другой пункт ниже по Пслу                                                                    |
| киевский               | Лошици                                                     | Лошицы                                                   | Лошици                                                     | Лощи                           | Боголюбово                                                                                               |
| киевский               | Биринъ                                                     | Боринь                                                   |                                                            | Кочибирин                      | Бирин |
| киевский               | Жолважь                                                    | Можвал                                                   | Жолважь                                                    | Жолваж                         | Жолваж                                                                                                   |
| киевский               | на Воръсклѣ Хотмышль                                       | на Ворсклѣ Хотмышль                                      | на Ворсклѣ Хотмысль                                        | на Ворсклѣ Хотѣмышль           | Хотмыжск                                                                                                 |
| киевский               | Чечерескъ                                                  | Чечерескъ                                                | Чечерескъ                                                  |                                | Чечерск                                                                                                  |
| киевский               | Тетеринъ                                                   | Тетерин                                                  | Тетеринъ                                                   |                                | Тетерино                                                                                                 |
| киевский               | Попова гора                                                | Попова гора                                              | Попова гора                                                |                                | Красная Гора                                                                                             |
| киевский               | Пропошескъ                                                 | Пропошеск                                                | Пропошескъ                                                 |                                | Славгород                                                                                                |
| киевский               | Дроковъ                                                    | Дроков                                                   | Дроковъ                                                    |                                | Старый Дроков                                                                                            |
| киевский               | Гомии                                                      | Гомни                                                    | Гомій                                                      |                                | Гомель                                                                                                   |
| киевский               | Рѣчиця                                                     | Рѣчица                                                   | Рѣчица                                                     |                                | Речица                                                                                                   |
| киевский               | Могилевъ                                                   | Могилев                                                  | Могилевъ                                                   |                                | Могилёв                                                                                                  |
| киевский               | Быховъ                                                     | Выховь                                                   | Быховъ                                                     |                                | Быхов |
| киевский               | Лучинъ                                                     | Лучинъ                                                   | Лучинъ                                                     |                                | Лучин |
| киевский               | Рогачевъ                                                   | Рогачев                                                  | Рогачевъ                                                   | Рогачевъ                       | Рогачёв                                                                                                  |
| киевский               | Стрѣшинъ                                                   | Стрѣшин                                                  | Стрѣчивъ                                                   | Стрѣшинъ                       | Стрешин                                                                                                  |
| киевский               | Любечь                                                     | Любець                                                   | Любець                                                     |                                | Любеч |
| киевский               | Навозъ                                                     | Навозъ                                                   | Навозъ                                                     |                                | Днепровское                                                                                              |
| киевский               | на Припетѣ Чернобыль                                       | на Припяти Чернобыль                                     | на Припети Чрънабыль                                       | Чернилобыл                     | Чернобыль                                                                                                |
| киевский               | Копыль                                                     | Копыль                                                   | Копылъ                                                     | Копыл                          | Копыль                                                                                                   |
| киевский               | Мозырь                                                     | Мозыль                                                   | Мозырь                                                     | Мозвиръ                        | Мозырь                                                                                                   |
| киевский               | Переровъ                                                   | Переров                                                  | Переровъ                                                   |                                | Переров                                                                                                  |
| киевский               | Смѣдинъ                                                    | Смѣдынь                                                  | Смединъ                                                    |                                | Снядин                                                                                                   |
| киевский               | Туровъ                                                     | Туров                                                    | Туровъ                                                     |                                | Туров |
| киевский               | на Метлици Ивановъ                                         | на Метлици Иванов                                        | на Метлицѣ Ивановъ                                         |                                | Городец                                                                                                  |
| киевский               | Вручии                                                     | Вручии                                                   | Вручьи                                                     |                                | Овруч |
| киевский               | Житомель                                                   | Житомель                                                 | Житомель                                                   |                                | Житомир                                                                                                  |
| киевский               | Коречь                                                     | Корець                                                   | Кочеречь                                                   |                                | Корец |
| волынский              | Степань на Горыни                                          | Степань на голынъ                                        | Степанъ на Горынѣ                                          |                                | Степань                                                                                                  |
| волынский              | Остро                                                      | Остро                                                    | Остро                                                      |                                | Острог                                                                                                   |
| волынский              | Хороборь                                                   | Хороборь                                                 | Хоробецъ                                                   |                                | Хоробор                                                                                                  |
| волынский              | Луческъ великыи на Стырѣ                                   | Луческъ великыи на Стыри                                 | Луческъ Великій на Стыри                                   |                                | Луцк |
| волынский              | Ивань на Иквѣ                                              | Ивань на Иквѣ                                            | Иванъ на Иневѣ                                             | Іван на Иньсвѣ                 | Иванье, Иваниничи или Иван                                                                               |
| волынский              | Кременець                                                  | Кременьць                                                | Кременець                                                  |                                | Кременец                                                                                                 |
| волынский              | Белзъ                                                      | Белзь                                                    | Белъзь                                                     |                                | Белз |
| волынский              | Дубичи                                                     | Дубич                                                    | Дубичи                                                     |                                | Дубище на Случи, Дубецко или Дубище на Стыре                                                             |
| волынский              | Теребовль                                                  | Теребовль                                                | Теребовль                                                  |                                | Теребовля                                                                                                |
| волынский              | Любно                                                      | Любно                                                    | Любно                                                      |                                | Любомль                                                                                                  |
| волынский              | Зудечевъ                                                   | Зудечев                                                  | Зудечевъ                                                   |                                | Жидачев                                                                                                  |
| волынский              | Холмъ                                                      | Холмъ                                                    | Холмъ                                                      |                                | Хелм |
| волынский              | на рѣцѣ Солонои                                            | на рѣцѣ Солоно                                           | Другабець на рѣцѣ Соленой                                  |                                | Дрогобыч                                                                                                 |
| волынский              | Изборско                                                   | Изборескъ                                                | Изборско                                                   |                                | Изборск или Зборов                                                                                       |
| волынский              | Лвовъ великии                                              | Лвовъ великыи                                            | Лвов Великій                                               |                                | Львов |
| волынский              | Волынь на Бугу                                             | Волынь на Бугу                                           | Волынь на Бугу                                             |                                | Волынь                                                                                                   |
| волынский              | Володимерь                                                 | Володимерь                                               | Володимерь                                                 | Володимерь                     | Владимир                                                                                                 |
| волынский              | Дорогобучь                                                 | Дорогобучь                                               | Доробучь                                                   | Дорогобуж                      | Дорогобуж или Дрогобыч                                                                                   |
| волынский              | Перемышль                                                  | Перемышль                                                | Перемышль                                                  |                                | Пшемысль                                                                                                 |
| волынский              | Перемиль                                                   | Перемиль                                                 | Перемиль                                                   |                                | Перемиль или Боремель                                                                                    |
| волынский              | Галичь                                                     | Галич                                                    | Галиць                                                     |                                | Галич |
| волынский              | Самъборъ                                                   | Самборъ                                                  | Самъборъ                                                   |                                | Старый Самбор                                                                                            |
| волынский              | Четвертня                                                  | Четвертка                                                | Четвертня                                                  |                                | Четвертня                                                                                                |
| волынский              | Черторыескъ                                                | Черторыеск                                               | Чръторыескъ                                                |                                | Старый Чарторийск                                                                                        |
| волынский              | Пинескъ на Пинѣ                                            | Пинеск на Васнѣ                                          | Пинескъ на Пинѣ                                            |                                | Пинск |
| волынский              | Воробѣескъ на Струменѣ                                     | Воробеескъ на Струмень                                   | Воробеескъ на Струменѣ                                     |                                | |
| волынский              | Берестии                                                   |                                                          | Берестій                                                   |                                | Брест или Берестовец                                                                                     |
| волынский              | Брынескъ                                                   | Брынескъ                                                 | Брынескъ                                                   |                                | Браньск, Брынь (Ивано-Франковская область) или Брынь (Калужская область)                                 |
| волынский              | Колывань                                                   | Колывань                                                 | Колывань                                                   | Колыван                        | Клевань                                                                                                  |
| волынский              | Серенескъ                                                  | Неревескъ                                                | Ренескъ                                                    | Серенескъ                      | Серенск                                                                                                  |
| волынский              | Свинескъ                                                   | Свинескъ                                                 | Свинескъ                                                   |                                | Приветное                                                                                                |
| литовский              | Случескъ                                                   | Случеск                                                  | Случескъ                                                   |                                | Слуцк |
| литовский              | Городець на Немнѣ                                          | Городець на Немнѣ                                        | Городець на Немнѣ                                          |                                | Гродно                                                                                                   |
| литовский              | Мереч                                                      | Мерець                                                   | Мерець                                                     |                                | Меркине                                                                                                  |
| литовский              | Клѣческъ                                                   | Клѣческъ                                                 | Клеческъ                                                   | Клѣческъ                       | Клецк |
| литовский              | Керновъ                                                    | Кернов                                                   | Черновъ                                                    | Кернов                         | Кернаве                                                                                                  |
| литовский              | Ковно                                                      | Ковен                                                    | Ковно                                                      |                                | Каунас                                                                                                   |
| литовский              | Вилкомирье                                                 | Вилькомирие                                              | Вилкомирье                                                 |                                | Укмерге                                                                                                  |
| литовский              | Моишогола                                                  | Моишила                                                  | Моншогола                                                  | Моишогола                      | Майшягала                                                                                                |
| литовский              | Вилно                                                      | Вилно                                                    | Вилно                                                      |                                | Вильнюс                                                                                                  |
| литовский              | Трокы старыи каменны                                       | Трокы старыи камены                                      | Трокы Старые камены                                        |                                | Сянейи-Тракай                                                                                            |
| литовский              | новыи Трокы на езерѣ                                       | новыи Трокы на озерѣ                                     | Новые Трокы на озерѣ                                       |                                | Тракай                                                                                                   |
| литовский              | Мѣдники каменъ                                             | Мѣдникы каменъ                                           | Медники каменъ                                             |                                | Мядининкай                                                                                               |
| литовский              | Кревъ каменъ                                               | Кревъ камен                                              | Кревъ каменъ                                               |                                | Крево |
| литовский              | Лошескъ                                                    | Лошескъ                                                  | Лошескъ                                                    |                                | Лоск |
| литовский              | Голшаны                                                    | Голшани                                                  | Голъшаны                                                   |                                | Гольшаны                                                                                                 |
| литовский              | Березуескъ                                                 | Березуескъ                                               | Березуескъ                                                 |                                | Березуеск                                                                                                |
| литовский              | Дрютескъ                                                   | Дрютескъ                                                 | Друтескъ                                                   |                                | Друцк |
| литовский              | Немиза                                                     | Немиза                                                   | Немиза                                                     |                                | Немига                                                                                                   |
| литовский              | Рша каменъ                                                 | Рша камен                                                | Рша каменъ                                                 |                                | Орша |
| литовский              | Горволь                                                    | Горволь                                                  | Горловъ                                                    | Горвол                         | Горваль                                                                                                  |
| литовский              | Свислочь                                                   | Свислоч                                                  | Свислоць                                                   | Свислочь                       | Свислочь                                                                                                 |
| литовский              | Лукомль                                                    | Лукомль                                                  | Лукомль                                                    |                                | Лукомль                                                                                                  |
| литовский              | Логоско                                                    | Логоско                                                  | Логоско                                                    |                                | Логойск                                                                                                  |
| литовский              | Полтескъ на Двинѣ и на Полотѣ древянъ                      | Олтескъ на Двинѣ и на Полотѣ древян                      | Полтескъ на Двинѣ и на Полотѣ древянъ                      |                                | Полоцк                                                                                                   |
| литовский              | Видбескъ                                                   | Видбескъ                                                 | Видбескъ                                                   |                                | Витебск                                                                                                  |
| литовский              | Новыи городок Литовьскыи                                   | Новыи городокъ литовскыи                                 | Новой городокъ Литовскый                                   |                                | Новогрудок                                                                                               |
| литовский              | Оболчи                                                     | Оболчь                                                   | Облъче                                                     | Оболчѣ                         | Обольцы                                                                                                  |
| литовский              | Лебедевъ                                                   | Лебедев                                                  | Лебедевъ                                                   | Лебедевъ                       | Лебедево                                                                                                 |
| литовский              | Борисовъ                                                   | Борисов                                                  | Борисовъ                                                   |                                | Борисов                                                                                                  |
| литовский              | Лида                                                       | Лида                                                     | Лида                                                       |                                | Лида |
| литовский              | Пуня                                                       | Пуня                                                     | Пуня                                                       |                                | Пуня |
| литовский              | Любутескъ                                                  | Любутескъ                                                | Люботескъ                                                  |                                | Любутск                                                                                                  |
| литовский              | Перелаи                                                    | Перелаи                                                  | Перелай                                                    |                                | Перлоя или Перелом                                                                                       |
| литовский              | Родно                                                      | Родно                                                    | Родно                                                      |                                | Родня, Радунь или Родень                                                                                 |
| литовский              | Мѣнескъ                                                    | Менескъ                                                  | Менескъ                                                    |                                | Минск |
| литовский              | Мченескъ                                                   | Мченескъ                                                 | Мченескъ                                                   |                                | Мценск                                                                                                   |
| литовский              | Ижеславль                                                  | Ижеслаль                                                 | Ижеславль                                                  |                                | Заславль, Ижеславль или Сеславль                                                                         |
| литовский              | Торопець древянъ                                           | Торопець древян                                          | Торопѣць древянъ                                           |                                | Торопец                                                                                                  |
| литовский              | Городно                                                    | Городно                                                  | Городно                                                    | Городно                        | Гродно                                                                                                   |
| литовский              | Мащинъ                                                     | Мащинъ                                                   | Мащинъ                                                     | Мощин                          | Мощины                                                                                                   |
| литовский              | Бѣлаа                                                      | Бѣлаа                                                    | Бѣлаа                                                      | Белая                          | Белый |
| литовский              | Морева                                                     | Морева                                                   | Морева                                                     | Морева                         | Марёво                                                                                                   |
| литовский              | Воротынескъ                                                | Воротынескъ                                              | Воротынескъ                                                | Воротынескъ                    | Воротынск                                                                                                |
| литовский              | Шернескъ                                                   | Шернескъ                                                 | Шернескъ                                                   | Ширнескъ                       | Серенск                                                                                                  |
| литовский              | Девягорескъ                                                | Девягорескъ                                              | Деревягорескъ                                              | Девягорескъ                    | Девягорск                                                                                                |
| литовский              | Кпертуевъ                                                  | Кпертуев                                                 | Копертуевъ                                                 |                                | |
| литовский              | Въстиобачерь                                               | Въстиобачерь                                             | Восътиобачерь                                              |                                | Восты |
| литовский              | Божескъ                                                    | Божескъ                                                  | Божескъ                                                    |                                | Буск |
| литовский              | Мѣзескъ                                                    | Мѣзескъ                                                  | Мѣзескъ                                                    |                                | Мезецк                                                                                                   |
| литовский              | Мѣщескъ                                                    | Мещерескъ                                                | Мещескъ                                                    |                                | Мещовск                                                                                                  |
| литовский              | Масалескъ                                                  | Масалескъ                                                | Мосалескъ                                                  | Масалескъ                      | Мосальск                                                                                                 |
| литовский              | Онузѣ                                                      | Онузѣ                                                    | Онузе                                                      | Онузѣ                          | Никольское или Яблоновец                                                                                 |
| литовский              | Оболенескъ                                                 | Оболенеск                                                |                                                            | Оболенескъ                     | Оболенск                                                                                                 |
| литовский              | Сутѣскъ                                                    | Сутескъ                                                  | Сутескъ                                                    |                                | Сутоки или Сутейск                                                                                       |
| литовский              | Ясенець                                                    | Ясенець                                                  | Ясенець                                                    |                                | Ясенки (сельское поселение «Деревня Редькино»)                                                           |
| литовский              | Острѣе                                                     | Острѣе                                                   | Стрѣе                                                      | О Стрѣе                        | Острино или Острий                                                                                       |
| литовский              | Микулинъ                                                   | Микулин                                                  | Микулинъ                                                   | Микулинъ                       | Микулино или Микулинцы                                                                                   |
| литовский              | Стародубъ на Ланѣ                                          | Стародубь на Лани                                        | Стародубъ на Мнѣ                                           |                                | Стародуб                                                                                                 |
| литовский              | Мьглинъ                                                    | Мглинъ                                                   | Меглинъ                                                    |                                | Мглин |
| литовский              | Кричевъ                                                    | Кричев                                                   | Кричевъ                                                    |                                | Кричев                                                                                                   |
| литовский              | Козелескъ                                                  | Козелескъ                                                | Козелескъ                                                  |                                | Козельск                                                                                                 |
| литовский              | Рыбческъ                                                   | Рыбческъ                                                 | Рыбческъ                                                   |                                | |
| литовский              | Словѣнескъ                                                 | Словенескъ                                               | Словенескъ                                                 |                                | Словенск                                                                                                 |
| литовский              | Серпѣескъ                                                  | Серпѣеск                                                 | Серпѣескъ                                                  | Серпѣескъ                      | Серпейск                                                                                                 |
| литовский              | Голотическъ                                                | Голотическъ                                              |                                                            | Голотическъ                    | Голотическ                                                                                               |
| литовский              | Шюмескъ                                                    | Шумескъ                                                  |                                                            | Шумескъ                        | Шумскас или Шумск                                                                                        |
| литовский              | Олешескъ                                                   | Олешескъ                                                 | Олешескъ                                                   | Олешескъ                       | Олешье                                                                                                   |
| литовский              | Муравинъ                                                   | Муравин                                                  | Муравинъ                                                   | Муравинъ                       | Млинов                                                                                                   |
| литовский              | Деревескъ                                                  | Деревескъ                                                | Древескъ                                                   | Деревескъ                      | Деревянное                                                                                               |
| литовский              | Изборескъ                                                  | Изборескъ                                                |                                                            | Изборескъ                      | Изборск                                                                                                  |
| литовский              | Вѣверескъ                                                  | Вѣверескъ                                                |                                                            |                                | Костенево или близ Ваверки                                                                               |
| литовский              | Мерескъ                                                    | Мерескъ                                                  | Морескъ                                                    |                                | в позднейшем Старицком уезде                                                                             |
| литовский              | Пустаа Ржова                                               | Пустаа Ржова                                             | Пустая Ржева                                               |                                | Новоржев                                                                                                 |
| литовский              | на Волгѣ Мелечя                                            | на Волзѣ Мелеча                                          | на Волгѣ Мелеча                                            |                                | возможно, речь идёт о двух пунктах — Волго (Заручевье) и Мелеча                                          |
| литовский              | Селукъ                                                     | Селукъ                                                   | Селунь                                                     | Селун                          | Вселуки                                                                                                  |
| литовский              | Въсвято                                                    | Всвято                                                   | Восвято                                                    | Въсто                          | Усвяты                                                                                                   |
| литовский              | Зижеч                                                      | Зижець                                                   | Жижець                                                     | Зижец                          | Жижец |
| литовский              | Ерусалимь                                                  | Иерусалим                                                | Іерусалимъ                                                 |                                | Ерусалимская слободка в Кашине или Ерусалимка                                                            |
| литовский              | Ржищевъ                                                    | Ржищев                                                   | Ржищевъ                                                    |                                | |
| литовский              | Бѣлобережье                                                | Бѣлобережье                                              | Бѣлобережье                                                |                                | на Южном Буге                                                                                            |
| литовский              | Самара                                                     | Самара                                                   | Самара                                                     | Самара                         | на реке Самаре                                                                                           |
| литовский              | Броницаревъ                                                | Броницарев                                               | Броницаревъ                                                | Броницаревиі                   | |
| литовский              | Осѣченъ                                                    | Осѣчень                                                  | Отсѣченъ                                                   | Осѣчен                         | Осечен                                                                                                   |
| литовский              | Рясна                                                      | Рясна                                                    | Рясна                                                      |                                | Рясня |
| литовский              | Туръ                                                       | Туръ                                                     | Туръ                                                       |                                | Покровское                                                                                               |
| литовский              | Копорья на Порозѣ                                          | Копорья на Порозѣ                                        | на Порозѣ Копорья                                          | Копория на Порозѣ              | Копорье                                                                                                  |
| литовский              | Карачевъ                                                   | Карачевъ                                                 | Торачевъ                                                   | Карачев                        | Карачев                                                                                                  |
| литовский              | Торуса                                                     | Торуса                                                   | Торуса                                                     | Торуса                         | Тарусы или Таруса                                                                                        |
| литовский              | Тудъ                                                       | Тудъ                                                     | Тудъ                                                       | Тудъ                           | Туд |
| литовский              | Сижка                                                      | Сижка                                                    | Сишка                                                      | Сижка                          | Сижка |
| литовский              | Горышонъ                                                   | Горышен                                                  | Горышонъ                                                   |                                | Горышин                                                                                                  |
| литовский              | Лукы                                                       | Лукы                                                     | Лукы                                                       |                                | погост Лукомо близ деревни Колокольцово или Великие Луки                                                 |
| смоленский             | Смолнескъ на Днепрѣ                                        | Смоленескъ на Днепрѣ                                     | Смоленескъ на Днѣпрѣ                                       |                                | Смоленск                                                                                                 |
| смоленский             | Елно на Имѣ                                                |                                                          | Елна                                                       |                                | Ельня |
| смоленский             | Вязма                                                      | Вязма                                                    | Вязьма                                                     |                                | Вязьма                                                                                                   |
| смоленский             | Дорогобужь                                                 | Доробуж                                                  | Дорогобужь                                                 |                                | Дорогобуж                                                                                                |
| смоленский             | Мьстиславеч                                                | Мстиславець                                              | Мстиславець                                                |                                | Мстиславец                                                                                               |
| смоленский             | Мстиславъ на Вехрѣ                                         | Мстислав на Вехрѣ                                        | Мьстиславъ на Вехрѣ                                        |                                | Мстиславль                                                                                               |
| смоленский             | Оболенескъ                                                 | Оболенескъ                                               | Оболенескъ                                                 |                                | Оболенск или Болонеск (Никольское)                                                                       |
| смоленский             | Козелескъ                                                  | Козелескъ                                                | Козелескъ                                                  |                                | Козельск или Ивановское                                                                                  |
| смоленский             | Вятическъ                                                  | Вятическъ                                                | Вятическъ                                                  |                                | Вятическ                                                                                                 |
| смоленский             | Ржавескъ                                                   | Ржавескъ                                                 | Ржавескъ                                                   |                                | Вержавск                                                                                                 |
| рязанский              | Рязань старая на Оцѣ                                       | Рязань Старая на Оцѣ                                     | Резань стараа на Оцѣ                                       | Рязань                         | Старая Рязань                                                                                            |
| рязанский              | новыи городок Олговъ на усть Пронѣ                         | новыи городокъ Олговь на усть Пронѣ                      | новый городокъ Олговъ на усть Пронѣ                        |                                | Новый Ольгов                                                                                             |
| рязанский              | Пронескъ                                                   | Пронескъ                                                 | Пронескъ                                                   |                                | Пронск                                                                                                   |
| рязанский              | Торческъ                                                   | Торческъ                                                 | Торческъ                                                   |                                | Торческ, Торчино или другие пункты (деревня Торкина Каменского стана, пустошь Торчково Пехлецкого стана) |
| рязанский              | Воино                                                      | Воино                                                    | Воино                                                      |                                | Воино |
| рязанский              | Шиловъ                                                     | Шилов                                                    | Шиловъ                                                     |                                | Шилово                                                                                                   |
| рязанский              | Старыи Лвовъ                                               | Старыи Лвовъ                                             | Старый Лвовъ                                               |                                | Льгово                                                                                                   |
| рязанский              | Глѣбовъ                                                    | Глѣбов                                                   | Глѣбовъ                                                    |                                | Глебово-Городище, Глебово или Борисов-Глебов                                                             |
| рязанский              | Зарѣческъ                                                  | Засѣческъ                                                | Зарѣческъ                                                  |                                | Спасск-Рязанский или Заречье                                                                             |
| рязанский              | Переяславль на Трубежѣ                                     | Переяславль на Трубежи                                   | Переславль на Трубежѣ                                      |                                | Рязань                                                                                                   |
| рязанский              | Михаиловъ                                                  | Михаилов                                                 | Михайловъ                                                  |                                | Михайлов                                                                                                 |
| рязанский              | Перевитескъ                                                | Перевитескъ                                              | Перевитескъ                                                |                                | Перевитск                                                                                                |
| рязанский              | Шипино                                                     | Шипино                                                   | Шипино                                                     |                                | |
| рязанский              | Ростиславль                                                | Ростиславль                                              | Ростиславль                                                |                                | Ростиславль Рязанский                                                                                    |
| рязанский              | Веневъ                                                     | Веневь                                                   | Веневъ                                                     |                                | Венёв |
| рязанский              | Тѣшиловъ                                                   | Тѣшилов                                                  | Тѣшиловъ                                                   |                                | Тешилов                                                                                                  |
| рязанский              | Крилатескъ                                                 | Крылатескъ                                               | Крилатескъ                                                 |                                | |
| рязанский              | Неринескъ                                                  | Неринескъ                                                | Неринескъ                                                  | Неринескъ                      | Неринск                                                                                                  |
| рязанский              | Кулатескъ                                                  | Кулатескъ                                                | Кумтескъ                                                   | Кулатескъ                      | Колтеск                                                                                                  |
| рязанский              | Рославль Польскыи                                          | Рослал Полскыи                                           | Рославль Полскый                                           |                                | Лаптево                                                                                                  |
| рязанский              | Свинескъ                                                   | Свинескъ                                                 | Свинескъ                                                   |                                | Свинеск                                                                                                  |
| рязанский              | Новгородок на Осетрѣ                                       | Новогородок на Осетрѣ                                    | Новъгородокъ на Осетрѣ                                     |                                | Зарайск или Городна                                                                                      |
| рязанский              | Бобруескъ                                                  | Бобруескъ                                                | Бобруескъ                                                  |                                | Бобруйск или Новое Село                                                                                  |
| рязанский              | Дубечинъ                                                   | Дубочень                                                 | Дубеченъ                                                   |                                | |
| рязанский              | на Плавѣ Микитинъ                                          | на Плави Микитин                                         | на Павлѣ Никитинъ                                          | на Плавѣ Микитин               | Крапивна                                                                                                 |
| рязанский              | Вердеревъ                                                  | Вердерев                                                 | Вердеревъ                                                  |                                | Вердерево или Городецкое                                                                                 |
| рязанский              | Ломихвостъ                                                 | Ломихвостъ                                               | Ломихвостъ                                                 | Ломїхвостъ                     | Городецкое или Скопин                                                                                    |
| рязанский              | въ верхъ Дону Дубокъ                                       | вверхъ по Дону Дубок                                     | въ верху Дону Дубокъ                                       | в верхъ Дону Дубокъ            | Дубки, Стрешнево или Устье                                                                               |
| рязанский              | Корникѣ                                                    | Корники                                                  | Корникѣ                                                    | Корники                        | Корнике                                                                                                  |
| рязанский              | Урюпескъ                                                   | Урпеск                                                   | Урюпискъ                                                   | Урюнескъ                       | Урюпинск                                                                                                 |
| залесский              | Мещерьское                                                 | Мещерское                                                | Мещерьское                                                 |                                | Касимов, волость Мещерка на Цне или Горбатов                                                             |
| залесский              | Камена могыла на Дъснѣ                                     | Камена могыла на Дъснѣ                                   | Камена Могила на Дснѣ                                      |                                | в низовьях Цны или Андреев городок (Темгенево)                                                           |
| залесский              | Муромъ на Оцѣ                                              | Муром на Оцѣ                                             | Муромъ на Оцѣ                                              |                                | Муром |
| залесский              | Стародубъ Вочьскыи                                         | Стародуб Воцкии                                          | Стародубь Волоцкій                                         |                                | Стародуб Воцкий                                                                                          |
| залесский              | другыи Стародубъ на Клязмѣ                                 | другыи Стародубъ на Клязмѣ                               | другый Стародубъ на Клязмѣ                                 |                                | Стародуб на Клязьме                                                                                      |
| залесский              | Ярополчь                                                   | Ярополчь                                                 | Ерополчь                                                   | Ярополчь                       | Ярополч Залесский                                                                                        |
| залесский              | Гороховець                                                 | Гороховец                                                | Гороховець                                                 |                                | Гороховец                                                                                                |
| залесский              | Бережечь                                                   | Бережець                                                 | Бережець                                                   |                                | Бережец                                                                                                  |
| залесский              | Новгород Нижнии                                            | Новгород Нижнии                                          | Новъгородъ Нижній каменъ                                   |                                | Нижний Новгород                                                                                          |
| залесский              | Куръмышь на Сурѣ                                           | Курмышль на Сурѣ                                         | Куръмышь на Сурѣ                                           |                                | Курмыш                                                                                                   |
| залесский              | Вятка                                                      | Вятка                                                    | Вятка                                                      |                                | Киров |
| залесский              | Городець                                                   | Городець                                                 | Городець                                                   |                                | Городец                                                                                                  |
| залесский              | Юрьевеч                                                    | Юрьевець                                                 | Юрьевець                                                   |                                | Юрьевец                                                                                                  |
| залесский              | Унжа                                                       | Унжа                                                     | Уньжа                                                      |                                | Унжа |
| залесский              | Плесо                                                      | Плесо                                                    | Плесо                                                      |                                | Плёс |
| залесский              | Кострома                                                   | Кострома                                                 | Кострома                                                   | Кострома                       | Кострома                                                                                                 |
| залесский              | Устьюгъ                                                    | Устьюгъ                                                  | Устюга                                                     | Устьюг                         | Великий Устюг                                                                                            |
| залесский              | Вологда                                                    | Вологда                                                  | Вологда                                                    |                                | Вологда                                                                                                  |
| залесский              | на Бѣлѣ озерѣ два городка                                  | на Бѣлѣ озѣре два городка                                | на Бѣлѣозерѣ два городка                                   |                                | Каргополь и Карголом                                                                                     |
| залесский              | на Молозѣ Городець                                         | на Молозѣ Городець                                       | на Молозѣ Городець                                         |                                | Холопий городок или Молога                                                                               |
| залесский              | Ярославль                                                  | Ярославль                                                | Ярославль                                                  | Ярославль                      | Ярославль                                                                                                |
| залесский              | Ростовъ                                                    | Ростов                                                   | Ростовъ                                                    | Ростов                         | Ростов                                                                                                   |
| залесский              | Юрьевъ Польскыи                                            | Юрьевъ Полскыи                                           | Юрьевъ Полской                                             |                                | Юрьев-Польский                                                                                           |
| залесский              | Мстиславль                                                 | Мстислав                                                 | Мстиславль                                                 |                                | Мстиславль                                                                                               |
| залесский              | Суждаль                                                    | Суждаль                                                  | Суздаль                                                    |                                | Суздаль                                                                                                  |
| залесский              | Шумьскыи                                                   | Шюмескыи                                                 | Шумьскый                                                   |                                | Шуя или Шумск                                                                                            |
| залесский              | Несвѣжьскыи                                                | Несвѣжьскыи                                              | Несвѣжьскый                                                |                                | |
| залесский              | Боголюбое                                                  | Бголюе                                                   | Боголюбое                                                  |                                | Боголюбово                                                                                               |
| залесский              | Володимерь                                                 | Володимерь                                               | Володимерь                                                 |                                | Владимир                                                                                                 |
| залесский              | Клѣщинъ                                                    | Клещин                                                   | Клѣщинъ                                                    |                                | Клещин                                                                                                   |
| залесский              | Переяславль                                                | Переяславль                                              | Переяславль                                                |                                | Переславль-Залесский                                                                                     |
| залесский              | Дмитровъ                                                   | Дмитров                                                  | Дмитровъ                                                   |                                | Дмитров                                                                                                  |
| залесский              | Москва каменъ                                              | Москва каменъ                                            | Москва камена                                              |                                | Москва                                                                                                   |
| залесский              | Можаескъ                                                   | Можаескъ                                                 | Можайскъ                                                   |                                | Можайск                                                                                                  |
| залесский              | Звенигород                                                 | Звенигород                                               | Звенигородъ                                                |                                | Звенигород                                                                                               |
| залесский              | Волокъ Ламьскыи                                            | Волокъ Ламскыи                                           | Волокъ Ламъскый                                            |                                | Волоколамск                                                                                              |
| залесский              | Руза                                                       | Руза                                                     | Руза                                                       |                                | Руза |
| залесский              | Коломно на Оцѣ                                             | Коломно на Оцѣ                                           | Коломна на Оцѣ                                             |                                | Коломна                                                                                                  |
| залесский              | Романовъ                                                   | Романов                                                  | Романовъ                                                   | Романов                        | Тутаев                                                                                                   |
| залесский              | Серпоховъ                                                  | Серпухов                                                 | Серпуховъ                                                  | Серпухов                       | Серпухов                                                                                                 |
| залесский              |                                                            |                                                          |                                                            | Высокое                        | Высоцкий монастырь                                                                                       |
| залесский              | Новыи городок                                              | Новыи городок                                            | Новый городокъ                                             | Новыи городок                  | Кислино                                                                                                  |
| залесский              | Лужа                                                       | Лужа                                                     | Лужа                                                       |                                | Малоярославец или другой пункт на реке Луже                                                              |
| залесский              | Боровескъ                                                  | Боровескъ                                                | Боровескъ                                                  | Боровескъ                      | Боровск                                                                                                  |
| залесский              | Болонескъ                                                  | Боленескъ                                                | Боленескъ                                                  | Оболенескъ                     | Никольское, Оболенск или Городище                                                                        |
| залесский              | Одоевъ                                                     | Одоев                                                    | Одоевъ                                                     |                                | Одоев |
| залесский              |                                                            | Белев                                                    |                                                            |                                | Белёв |
| залесский              |                                                            | Лихвин                                                   |                                                            |                                | Чекалин                                                                                                  |
| залесский              | Любутескъ                                                  | Любутеск                                                 | Люботескъ                                                  |                                | Любутск                                                                                                  |
| залесский              | Новосиль                                                   | Новосиль                                                 | Новосиль                                                   |                                | Новосиль                                                                                                 |
| залесский              | Курескъ                                                    | Курескь                                                  | Курескъ                                                    |                                | Курск |
| залесский              | Верея на Поротвѣ                                           | Верея на Поротве                                         | Верея на Поротвѣ                                           |                                | Верея |
| залесский              | Новгородок                                                 | Новгородок                                               | Новъгородокъ                                               |                                | Погорелое Городище                                                                                       |
| залесский              | Галичь                                                     | Галич                                                    | Галиць                                                     | Галич                          | Галич |
| залесский              |                                                            |                                                          |                                                            | Чюхлома                        | Чухлома                                                                                                  |
| залесский              | Кличень                                                    | Кличень                                                  | Кличень                                                    |                                | Кличень                                                                                                  |
| залесский              | Ржова                                                      | Ржова                                                    | Ржева                                                      |                                | Ржев |
| залесский              | Бѣжицкыи вѣрхъ                                             | Бѣжицкий Верх                                            | Бѣжецкой Връхъ                                             | Бѣжецкїи вѣрхъ                 | Бежицы или Бежецк                                                                                        |
| залесский              | Новгород великии                                           | Новгород Великыи                                         | Новъгородъ Великый                                         | Новгород великїи               | Великий Новгород                                                                                         |
| залесский              | Ладога каменъ                                              | Ладога камян                                             | Ладога каменъ                                              | Ладога камен                   | Старая Ладога                                                                                            |
| залесский              | Орѣшекъ                                                    | Орѣшок камян                                             | Орѣшокъ каменъ                                             | Орѣшек камен                   | Орешек                                                                                                   |
| залесский              |                                                            |                                                          |                                                            | Іван городок камен             | Ивангород                                                                                                |
| залесский              | Корѣльскыи                                                 | Корѣлскыи                                                | Корѣльскій                                                 | Корѣльскии                     | Корела                                                                                                   |
| залесский              | Тиверьскии                                                 | Тиверскыи                                                | Тиверьскій                                                 |                                | Тиверск                                                                                                  |
| залесский              | за Волоком на Колмогорах                                   | за Волоком на Колмогорах                                 | за Волокомъ на Колмогорахъ                                 | за Волоком Колмогоры           | Холмогоры                                                                                                |
| залесский              | въ Ѣмцѣ                                                    | вь Емци                                                  | во Емцѣ                                                    | Емца                           | Емецк |
| залесский              | на Вагѣ                                                    | на Ваги                                                  | на Вагѣ                                                    | на Вагѣ Шенкурїа               | Шенкурск                                                                                                 |
| залесский              | Орлѣчь                                                     | Орлець                                                   | Орлець                                                     | Орлец                          | Орлец |
| залесский              |                                                            | Тверь                                                    |                                                            |                                | Тверь |
| залесский              | Торжокъ                                                    | Торжокъ                                                  | Торжекъ                                                    | Торжец / Новыи торгъ на Тверци | Торжок                                                                                                   |
| залесский              | Дѣмяна                                                     | Дѣмян                                                    | Демяна                                                     |                                | Пески или Демянск                                                                                        |
| залесский              | Молвотицѣ                                                  | Молвотици                                                | Молвотици                                                  |                                | Молвотицы                                                                                                |
| залесский              | Березовечь                                                 | Березовець                                               | Березовець                                                 |                                | Березовец                                                                                                |
| залесский              | Стержь                                                     | Стержь                                                   | Стержь                                                     | Стержи                         | Стерж |
| залесский              | Морева                                                     | Морева                                                   | Морева                                                     | Морева                         | Марёво                                                                                                   |
| залесский              | Велиль                                                     | Велила                                                   | Велилъ                                                     | Велила                         | Велилы                                                                                                   |
| залесский              | Лукы                                                       | Лукы                                                     | Лукы                                                       | Лукы                           | Великие Луки                                                                                             |
| залесский              | Руса                                                       | Руса                                                     | Руса                                                       |                                | Старая Русса                                                                                             |
| залесский              | Куръ на Ловоти                                             | Куръ на Ловоти                                           | Курь на Ловоти                                             |                                | Курско                                                                                                   |
| залесский              | Копорья каменъ                                             | Копорья камян                                            | Копоріа каменъ                                             | Копория камен                  | Копорье                                                                                                  |
| залесский              | Яма каменъ на Лугѣ                                         | Яма камен на Лугѣ                                        | Ма каменъ на Лугѣ                                          | Яма камен на Луги              | Ям |
| залесский              | на Шолонѣ Порховъ каменъ                                   | на Шолонѣ Порхов камен                                   | на Шолонѣ Порховъ камень                                   | Порхов камен                   | Порхов                                                                                                   |
| залесский              | Опока                                                      | Опока                                                    | Опока                                                      |                                | Опочка или Опоки                                                                                         |
| залесский              | Высокое                                                    | Высокое                                                  | Высокое                                                    | Высокое                        | Дедовичи или Городок                                                                                     |
| залесский              | Вышегород                                                  | Вышегород                                                | Вышегородъ                                                 |                                | Вышегород в Шелонской пятине или Вышегород на Протве                                                     |
| залесский              | Кошкин                                                     | Кошкин                                                   | Кошкинъ                                                    |                                | Подгородье (Славковская волость)                                                                         |
| залесский              | Псковъ каменъ о четырехъ стѣнъ                             | Псков камен о четырех стѣнах                             | Псковъ каменъ о четырехъ стѣнахъ                           |                                | Псков |
| залесский              | Изборьско камен                                            | Изборско камен                                           | Исборской каменъ                                           |                                | Изборск                                                                                                  |
| залесский              | Островъ каменъ                                             | Остров камен                                             | Островъ каменъ                                             |                                | Остров                                                                                                   |
| залесский              | Воронач                                                    | Воронач                                                  | Вороначь                                                   |                                | Воронич                                                                                                  |
| залесский              | Велье                                                      | Велье                                                    | Веліе                                                      |                                | Велье |
| залесский              | Котѣлно                                                    | Котѣлно                                                  | Котелно                                                    |                                | Котельно                                                                                                 |
| залесский              | Коложе                                                     | Колож                                                    | Коложе                                                     |                                | Коложе                                                                                                   |
| залесский              | Врево                                                      | Врево                                                    | Врево                                                      |                                | Врев |
| залесский              | Дубковъ                                                    | Дубков                                                   | Дубковъ                                                    |                                | Дубков                                                                                                   |
| залесский              | Черниця                                                    | Черница                                                  | Черница                                                    |                                | Черница                                                                                                  |
| залесский              |                                                            | Ивангород камен на Норове реке                           |                                                            |                                | Ивангород                                                                                                |
| залесский              |                                                            | Вдов камен                                               |                                                            |                                | Гдов |
| залесский              |                                                            | Себежь                                                   |                                                            |                                | Себеж |
| залесский              |                                                            | Печерскои город                                          |                                                            |                                | Печоры                                                                                                   |
| залесский              |                                                            | Вышегород                                                |                                                            |                                | Вышгородок                                                                                               |
| залесский              |                                                            | Бухъ                                                     |                                                            |                                | |
| тверской               |                                                            |                                                          |                                                            | Тферь                          | Тверь |
| тверской               |                                                            |                                                          |                                                            | Старица                        | Старица                                                                                                  |
| тверской               |                                                            |                                                          |                                                            | Зубцов                         | Зубцов                                                                                                   |
| тверской               |                                                            |                                                          |                                                            | Опокы                          | Опоки |
| тверской               |                                                            |                                                          |                                                            | Городец                        | Городец                                                                                                  |
| тверской               |                                                            |                                                          |                                                            | Клин                           | Клин |
| тверской               |                                                            |                                                          |                                                            | Кашин                          | Кашин |
| тверской               |                                                            |                                                          |                                                            | Скнятинъ                       | Скнятино                                                                                                 |

### Основная
- Аверьянов К. А. О принципах составления «Списка русских городов» // Тверь, Тверская земля и сопредельные территории в эпоху средневековья  / отв. ред. А. Н. Хохлов. — Тверь, 2003. — Вып. 5. — С. 336—341.
- Греков И. Б. «Список русских городов дальних и ближних» — важный документ политической истории Восточной и Юго-Восточной Европы 90-х годов XIV в. // Восточная Европа и упадок Золотой Орды (на рубеже XIV—XV вв.) / отв. ред. Б. А. Рыбаков. — М.: Наука : Главная редакция восточной литературы, 1975. — С. 341—380.
- Дедук А. В. «Список русских городов дальних и ближних»: история изучения // Русский книжник — 2014 / сост. А. В. Кузьмин. — М.: Пашков дом, 2015. — С. 129—141.
- Зайкоўскі Э. М.[бел.]. «Список городов русских дальних и ближних»: датыроўка протографа (бел.) // Княжа доба: історія і культура  / відп. ред. В. Александрович[укр.]. — Львів: Інститут українознавства  ім. І. Крип’якевича НАН України[укр.], 2015. — Вып. 9. — С. 273—289. Архивировано 13 мая 2023 года.
- Казаков Р. Б. Летописный «Список русских городов дальних и ближних» в исторической науке первой четверти XIX века: Н. М. Карамзин и З. Доленга-Ходаковский // Археографический ежегодник за 2000 год / отв. ред. С. О. Шмидт. — М.: Наука, 2001. — С. 169—178.
- Кучкин В. А. Датировка списка «А се имена градом всѣм русскым далним и ближним» // Древняя Русь. Вопросы медиевистики. — 2015. — № 3 (61). — С. 70—72.
- Кузьмин А. В. О возможном источнике «Списка городов русских дальних и ближних» // Восточная Европа в древности и Средневековье: XXXI Чтения памяти чл.-корр. АН СССР В. Т. Пашуто  / отв. ред. Е. А. Мельникова. — М.: ИВИ РАН, 2019. — С. 150—155.
- Наумов Е. П. К истории летописного «Списка городов дальних и ближних» // Летописи и хроники. 1973 г. / отв. ред. Б. А. Рыбаков. — М.: Наука, 1974. — С. 150—163.
- Носевич В. Л. О датировке и обстоятельствах создания летописного «Списка русских городов дальних и ближних» // Беларускі археаграфічны штогоднік[бел.]  / гал. рэд. Э. М. Савіцкі[бел.]. — Мінск: БелНДІДАС[бел.], 2016. — Вып. 17. — С. 169—181.
- Подосинов А. В. О принципах построения и месте создания «Списка русских городов дальних и ближних» // Восточная Европа в древности и Средневековье / отв. ред. Л. В. Черепнин. — М.: Наука, 1978. — С. 40—48. Карта к статье — вклейка между с. 40—41.
- Тихомиров М. Н. Список русских городов дальних и ближних // Исторические записки  / отв. ред. Б. Д. Греков. — М.: Изд-во АН СССР, 1952. — Т. 40. — С. 214—259. Архивировано 20 мая 2023 года.
- Тихомиров М. Н. Список русских городов дальних и ближних // Русское летописание / отв. ред. С. О. Шмидт. — М.: Наука, 1979. — С. 83—137 (комм. В. А. Кучкина: С. 357—361).
- Хоруженко О. И. Литовские города бассейна Оки в «Списке русских городов дальних и ближних» // Ministri historiae: pagalbiniai istorijos mokslai Lietuvos Didžiosios Kunigaikštystės tyrimuose  / sud. Z. Kiaupa[лит.], J. Sarcevičienė. — Vilnius: Lietuvos istorijos instituto[лит.] leidykla, 2013. — P. 109—124.
- Шеков А. В. О времени упоминания средневековых верхнеокских городов в обзоре «А се имена всем градом рускым, далним и ближним» // Верховские княжества. Середина XIII — середина XVI в. / науч. ред. А. В. Кузьмин. — М.: Квадрига; Русская панорама, 2012. — С. 57—87. — (Историко-географические исследования).
- Янин В. Л. К вопросу о дате составления обзора «А се имена градом всем русскым, далним и ближним» // Новгород и Литва: пограничные ситуации XIII—XV веков. — М.: Изд-во МГУ, 1998. — С. 61—70. Архивировано 14 января 2024 года.

### Дополнительная
- Артамонов Ю. А. К вопросу о монастырском землевладении в Древней Руси // Древняя Русь. Вопросы медиевистики. — 2016. — № 1 (63). — С. 16—26.
- Артемьев А. Р. Города Псковской земли в XIII—XV вв.. — Владивосток: Институт истории, археологии и этнографии народов Дальнего Востока ДВО РАН, 1998. — 420 с.
- Бобров А. Г. Новгородские летописи XV века. — СПб.: Дмитрий Буланин, 2001. — 287 с. — (Studiorum slavicorum monumenta).
- Васильев В. Тайна названия села Марёво // Чело. — 2002. — № 1 (23). — С. 41—46.
- Вялікае княства Літоўскае: энцыклапедыя (бел.) / гал. рэд. Г. П. Пашкоў. — 2-е выд. — Мінск: БелЭн, 2007. — Т. 2: Кадэцкі корпус — Яцкевіч. — 792 с. Архивировано 6 февраля 2020 года.
- Воротникова И. А., Неделин В. М. Кремли, крепости и укреплённые монастыри Русского государства XV—XVII веков. — М.: БуксМАрт, 2013. — Т. 1: Крепости Центральной России. — 888 с. — ISBN 978-5-906190-01-7.
- Воротникова И. А., Неделин В. М. Кремли, крепости и укреплённые монастыри Русского государства XV—XVII веков. — М.: Индрик, 2016. — Т. 2: Крепости Юга России. — Кн. 1. — 556 с. — ISBN 978-5-91674-383-8.
- Гордова Ю. Ю. Ономастическая реконструкция: восстановление и локация топонимии предыдущего хронологического слоя по названиям средневековых пустошей, городищ, селищ (рязанский материал) // Rhema. Рема. — 2019. — № 4. — С. 53—69.
- Дедук А. В. Московско-Рязанское порубежье XIV — начала XVI в.: методика локализации : дис. ... канд. ист. наук. — М.: ИАИ РГГУ, 2018. — 510 с.
- Етимологічний словник літописних географічних назв Південної Русі (укр.) / відп. ред. О. С. Стрижак[укр.]. — Київ: Наукова думка, 1985. — 256 с.
- Келембет С. Князі Мстиславські та їх сіверські володіння в XV ст. (укр.) // Сіверянський літопис[укр.]. — 2024. — № 1 (175). — С. 18—31. Архивировано 2 апреля 2024 года.
- Книш Я. Звістка про Львів у Тверському літописі під 6743 (1241) р. (укр.) // Княжа доба: історія і культура  / відп. ред. Я. Ісаєвич. — Львів: Інститут українознавства  ім. І. Крип’якевича НАН України[укр.], 2008. — Вип. 2. — С. 130—136. Архивировано 6 апреля 2024 года.
- Куза А. В. Древнерусские городища X—XIII вв.: свод археологических памятников / ред. А. К. Зайцев. — М.: Христианское издательство, 1996. — 256 с. Архивировано 19 октября 2023 года.
- Курмановский В. С. О локализации податных центров Лучин и Заруб Смоленского княжества // Краткие сообщения Института археологии  / гл. ред. Н. А. Макаров. — М.: ИА РАН, 2019. — Вып. 255. — С. 337—346.
- Кучкин В. А. Города Северо-Восточной Руси в XIII—XV веках (число и политико-географическое размещение) // История СССР. — 1990. — № 6. — С. 72—85.
- Кучкин В. А. Завоевание Руси Батыем // Российская история. — 2020. — № 4. — С. 3—30.
- Лицкевич О. В.[бел.]. «Летописец великих князей литовских» и «Повесть о Подолье»: опыт комплексного критического разбора. — СПб.: Дмитрий Буланин, 2019. — 928 с. — (Studiorum slavicorum orbis. — Вып. 16). Архивировано 23 марта 2024 года.
- Монгайт А. Л. Рязанская земля. — М.: Изд-во АН СССР, 1961. — 400 с.
- Москалинский А. А. Древние псковские пригороды: история и современность (по результатам историко-краеведческой экспедиции 2010 г.) // Псковский регионологический журнал. — 2011. — № 11. — С. 144—148.
- Нерознак В. П. Названия древнерусских городов / отв. ред. Д. С. Лихачев. — М.: Наука, 1983. — 207 с.
- Прищепа Б. А.?!. Погоринські міста в Х—ХІІІ ст. (укр.) / наук. ред. Г. Ю. Івакін. — Рівне: ПП Дятлик М., 2016. — 297 с. Архивировано 19 мая 2024 года.
- Русина О. В. Сіверська земля у складі Великого князівства Литовського (укр.) / відп. ред. В. Смолій. — Київ: Інститут української археографії та джерелознавства ім. М. С. Грушевського; Інститут історії України, 1998. — 244 с. Архивировано 21 апреля 2023 года.
- Русинов В. Н. Древнерусский город «Клещин»: историческая реальность или историографическая фикция? // Проблемы происхождения и бытования памятников древнерусской письменности и литературы  / под ред. В. Н. Русинова. — Нижний Новгород: ННГУ, 2014. — С. 3—97. Архивировано 19 мая 2023 года.
- Сахаров А. М. Города Северо-Восточной Руси XIV—XV веков / под ред. Л. В. Черепнина. — М.: Изд-во МГУ, 1959. — 237 с.
- Седов В. В. К исторической географии Смоленской земли // Материалы по изучению Смоленской области  / ред. В. М. Хитрин. — Смоленск: Смоленское книжное изд-во, 1961. — Вып. IV. — С. 317—343.
- Седов В. В. К истории поселений Чёрной Руси // Краткие сообщения Института археологии  / отв. ред. И. Т. Кругликова. — М.: Наука, 1974. — Вып. 139. — С. 27—33.
- Седов Вл. В. Новгородская архитектура на Шелони. — М.: О-во историков архитектуры, 2001. — 159 с.
- Супруненко О. Б.[укр.], Приймак В. В.[укр.], Мироненко К. М. Старожитності золотоординського часу Дніпровського лісостепового Лівобережжя (укр.) / наук. та вiдп. ред. О. П. Моця. — Київ—Полтава: Археологiя, 2004. — 82 с. Архивировано 21 июля 2023 года.
- Тарас Я., Литвинчук І. Формування оборонних комплексів на Поділлі у XIV—XV ст.: планувальний та часовий аспект (укр.) // Народознавчі зошити[укр.]. — 2022. — № 6 (168). — С. 1255—1271. Архивировано 7 апреля 2024 года.
- Темушев В. Н. Первая Московско-литовская пограничная война: 1486—1494. — М.: Квадрига, 2013. — 240 с. — (Забытые войны России).
- Тимощук Б. А. Исчезнувшие города Буковины // Вопросы истории. — 1964. — № 5. — С. 213—217.
- Ткачоў М. А. Замкi i людзi (бел.) / пад рэд. Г. В. Штыхава. — Мінск: Навука i тэхніка[бел.], 1991. — 184 с.
- Чурсин Д. И. Спорные вопросы географии путивльских волостей XV—XVII вв. // Историко-географический журнал. — 2024. — Т. 3, № 2. — С. 66—87.
- Штыхов Г. В. Города Полоцкой земли (IX—XIII вв.) / научн. ред. В. П. Даркевич. — Минск: Наука и техника[бел.], 1978. — 160 с.
- Ююкин М. А. Этимологический словарь летописных географических названий северной и восточной Руси. — М.: Флинта, 2015. — 387 с. — ISBN 978-5-9765-2236-7.
- Andronic A. Oraşe moldoveneşti in secolul al XIV-lea în lumina celor mai vechi izvoare ruseşti (рум.) // Romanoslavica  / red. resp. P. Constantinescu-Iaşi. — Bucureşti: Asociaţia slaviştilor din Republica Populara Romîna, 1965. — Vol. XI. — P. 203—218.
- Baranauskas T.[лит.]. Lietuvos medinės pilys rašytinių šaltinių duomenimis (лит.) // Lietuvos archeologija[лит.]  / ats. red. A. Girininkas[лит.]. — Vilnius: Lietuvos istorijos institutas[лит.], 2003. — T. 24. — P. 57—106.
- Bejenaru A. Problema tranziției puterii politice din Bugeac în a doua jumătate a secoluluii al XIV-lea (молд.) // Latinitate, Romanitate, Românitate. — Ed. 7. — Chișinău: Lexon-Prim, 2023. — P. 162—174. Архивировано 23 января 2025 года.
- Jurginis J. Trakų pilys. Bendrosios žinios // Lietuvos pilys (лит.) / ats. red. J. Jurginis. — Vilnius: Mintis[лит.], 1971. — P. 89—102.
- Kamińska M. Grody południowo-zachodniej Rusi w okresie od 1240 do 1340 r. w świetle źródeł archeologicznych i historycznych : praca doktorska (пол.). — Kraków: Instytut Archeologii Uniwersytetu Jagiellońskiego[пол.], 2020. — 1182 S.
- Poppe A. Grod Wołyń: z zagadnień osadnictwa wczesnośredniowiecznego na pograniczu polsko-ruskim (пол.) // Studia Wczesnosredniowieczne[пол.]. — Wroclaw—Warszawa: Wyd. Zakładu Narodowego imienia Ossolińskich, 1958. — T. 4. — S. 227—300.
- Siwko A. F. Główne grody księstwa turowskiego w drugiej połowie XII wieku (пол.) // Zeszyty Naukowe Towarzystwa Doktorantów Uniwersytetu Jagiellońskiego. Nauki Społeczne. — 2019. — Nr 25 (2). — S. 41—56.